# Notación secundaria
En diseño, una notación secundaria se define como los rasgos visuales que no forman parte de una notación formal. Las propiedades físicas de una representación simbólica (un texto, una imagen), como son la posición, sangría, color, simetría... cuando se utilizan para transmitir información, son notación secundaria.
Un ejemplo típico de notación secundaria es el resaltado de sintaxis en lenguajes de programación. Los colores no forman parte de la semántica del programa, sino que ayudan a los programadores a visualizar su significado.